# پلتفرم C فیات
پلتفرم فیات سی (Fiat C) نوعی پلتفرم است که به عنوان پایه خودروهای توسعه‌یافته توسط گروه فیات عمل می‌کند. این پلتفرم برای اولین بار در سال ۱۹۹۵ با مدل‌های فیات براوو و براوا مورد استفاده قرار گرفت، در حالی که نسل جدید آن از سال ۲۰۰۱ برای فیات استیلو و مشتقات آن استفاده می‌شود.. در سال ۲۰۱۰، گروه فیات اتومبیلز (از طریق زیرمجموعه آلفا رومئو) یک پلتفرم کاملاً جدید برای جایگزینی پلتفرم سال ۱۹۹۵ ایجاد کرد. این پلتفرم که از آلفا رومئو ۱۴۷ نیز الهام گرفته شده است، با آلفا رومئو جولیتا عرضه شد و کامپکت نام گرفت.

## تاریخچه
Il Pianale C è stato sviluppato nei primi anni novanta per le vetture di classe media prodotte dal gruppo Fiat. Derivato in gran parte dalla precedente piattaforma Tipo 2 che ha costruito il telaio di base per numerose vetture a cominciare dalla Fiat Tipo, passando per la  Fiat Tempra, la Lancia Dedra, la Lancia Delta seconda serie e l'Alfa Romeo 155, il Pianale C permette di montare il motore anteriormente in posizione trasversale, la trazione è disponibile sulle ruote motrici anteriori.
پلتفرم C در اوایل دهه 1990 برای خودروهای متوسط تولید شده توسط گروه فیات توسعه داده شد. این پلتفرم که تا حد زیادی از پلتفرم قبلی تیپ   مشتق شده است، شاسی پایه خودروهای متعددی را تشکیل می‌داد که از فیات تیپو شروع شده و به فیات تمپرا، لانچیا ددرا، سری دوم لانچیا دلتا و آلفا رومئو 155 ختم می‌شد. پلتفرم C امکان نصب عرضی موتور در جلو را فراهم می‌کند و کشش از طریق سیستم محرک جلو در دسترس است.

### نسل اول: C1

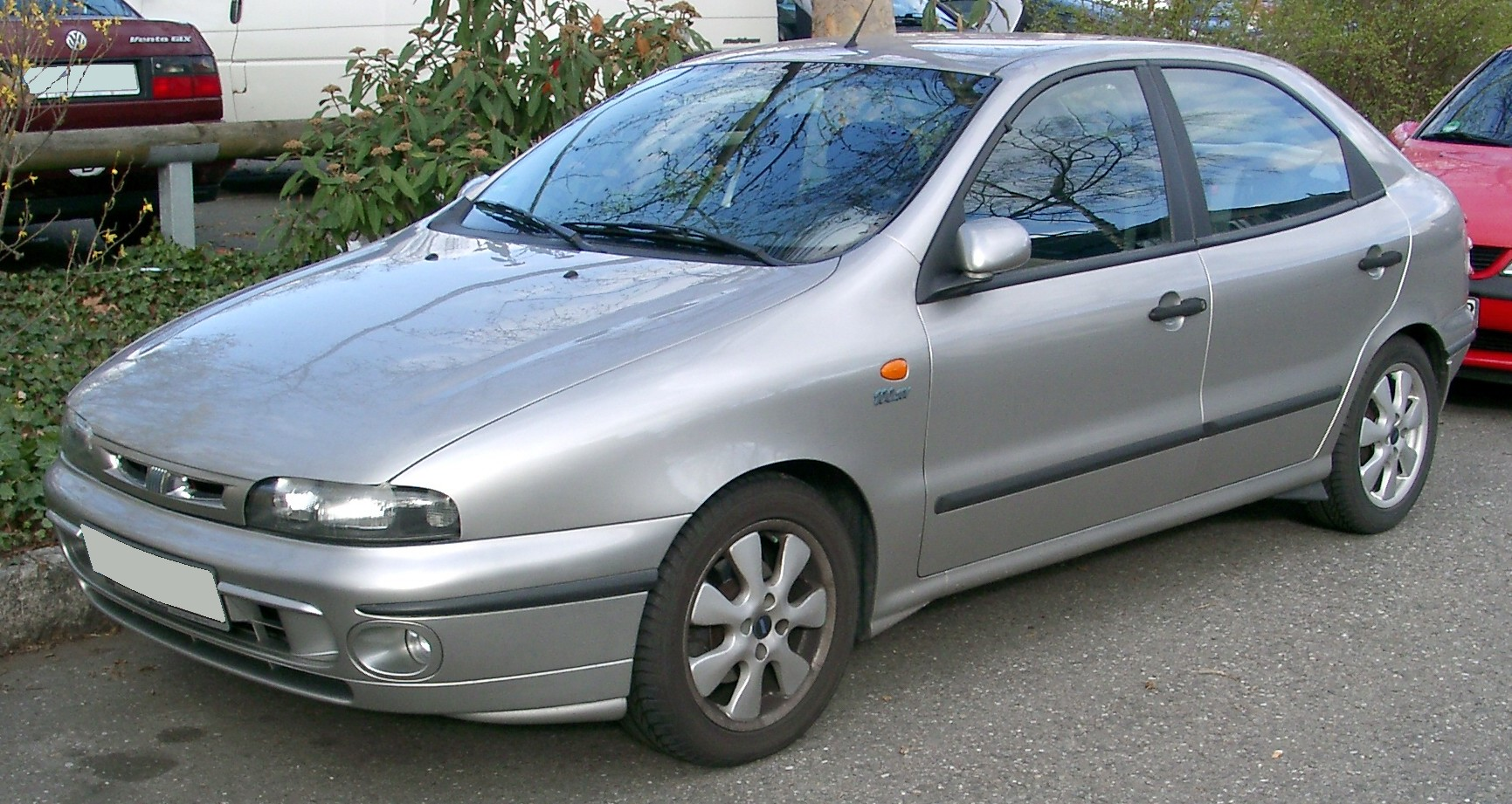
فیات براوا از پلتفرم C1 استفاده می‌کند.

سری اول با نام C1 شناخته می‌شود که عدد "1" نشان‌دهنده نسل اول این پلتفرم است. طرح سیستم تعلیق شامل چرخ‌های مستقل در جلو، سیستم تعلیق مک‌فرسون و چرخ‌های مستقل در عقب، بازوهای عقب، فنر لول و میله تثبیت‌کننده است. این سیستم اولین بار در سال 1995 با خودروهای براوو و براوا مورد استفاده قرار گرفت..
تفاوت‌های بسیار کمی با پلتفرم قبلی «Type 2» وجود داشت که از آن کف مرکزی عقب و همچنین کمک‌فنرهای جلو، طرح سیستم تعلیق جلو و عقب گرفته شده بود، به طوری که عملاً به عنوان مشتقی نزدیک از مدل اول در نظر گرفته می‌شود و همچنین با نام «Type 2 rev 2» شناخته می‌شود.".
در صورت تصادف از جلو، موتور به جای اینکه به سمت عقب و داخل محفظه سرنشینان حرکت کند و آسیب جدی به سرنشینان جلو (در مورد Multipla، ۳ نفر) وارد کند، زیر صندلی‌های جلو قرار می‌گیرد.گرفته بود.
در صورت برخورد از جلو، موتور به جای اینکه به سمت عقب و داخل محفظه سرنشینان حرکت کند و آسیب جدی به سرنشینان جلو (در مورد Multipla، ۳ نفر) وارد کند، زیر صندلی‌های جلو قرار می‌گیرد.
موتورهای اصلی نصب شده، موتورهای بنزینی و دیزلی ۴ سیلندر با حجم‌های مختلف از ۱.۲ لیتری FIRE تا ۱.۹ لیتری JTD با ریل مشترک بودند، اما در برخی خودروها مانند Marea امکان ترکیب گیربکس ۶ سرعته دستی و موتورهای ۵ سیلندر بنزینی و توربودیزل (۲.۰ لیتری ۲۰ سوپاپ و ۲.۴ JTD) وجود داشت. در برزیل، به لطف کمی تغییر در محور جلو، یک موتور ۲.۴ لیتری (همچنین ۵ سیلندر) و یک موتور ۲.۰ لیتری توربو با ۲۰ سوپاپ نیز در نظر گرفته شد..
شاسی در لانچیا لیبرا هم برای افزایش فاصله بین دو محور و هم برای استفاده از سیستم تعلیق عقب متفاوت (از نوع BLG، "بازوهای طولی هدایت‌شده") و همچنین برای برخی تقویت‌ها در ساختار جلو (مداخلاتی که در سری دوم Marea در سال ۱۹۹۹ نیز انجام شد) مورد بازنگری قرار گرفت و تیپو ۲ رِو ۳ نامیده شد..
شاسی آلفا رومئو ۱۵۶، ۱۴۷ و GT نیز از آن گرفته شده است، با تغییرات قابل توجه بیشتر، اما در آنها از سیستم تعلیق با عملکرد بالاتر (سیستم تعلیق جناغی دوبل بلند در جلو و سیستم تعلیق "سه اتصالی" در عقب که از سیستم تعلیق لانچیا دلتا HF اینتگراله الهام گرفته شده، مشابه سیستم تعلیق مک فرسون) و همچنین بازنگری در ساختار جلو برای بهبود جذب ضربه استفاده شده است..
طریقه استفاده:
- Fiat Bravo
- Fiat Brava
- Fiat Marea
- Fiat Marea Weekend
- Fiat Marengo
- Fiat Multipla (versione C1 Sandwich)
- Alfa Romeo 147
- Alfa Romeo 156 [۵][۶][۷][۸]
- Alfa Romeo GT
- Lancia Lybra [۹]

### نسل دوم: C2
نسل دوم (C2) در سال ۲۰۰۱ با فیات استیلو عرضه شد. اولین تحولات پلتفرم کاملاً جدید در مقایسه با C1 حداقل سه سال قبل آغاز شد تا ساختاری بسیار انعطاف‌پذیر ایجاد شود که بتواند با انواع مختلفی از خودروها، از خودروهای جمع‌وجور متوسط گرفته تا استیشن واگن‌ها و حتی خودروهای متوسط ممتاز مانند سری سوم لانچیا دلتا که در سال ۲۰۰۸ عرضه شد، سازگار شود. طرح سیستم تعلیق از سیستم تعلیق مک‌فرسون در جلو و یک تیر پیچشی در عقب استفاده می‌کند تا حداکثر قابلیت اطمینان و راحتی خوب را همراه با یک صندوق عقب بزرگ (تیر پیچشی یک راه‌حل بسیار جمع‌وجور است) و هزینه‌های تولید کمتر در مقایسه با ساختارهای پیچیده‌تر تضمین کند.

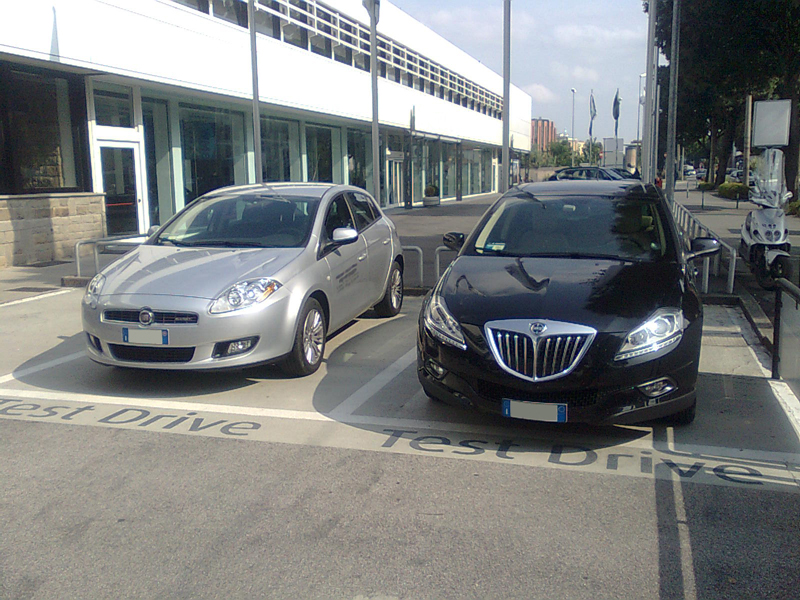
لانچیا دلتا و فیات براوو از پلتفرم C2 مشترک استفاده می‌کنند.

C2 علاوه بر استحکام بسیار بیشتر، استانداردهای مورد نیاز تست‌های تصادف Euro NCAP را نیز برآورده کرد و در مقایسه با جدیدترین خودروها، 4 تا 5 ستاره دریافت کرد. موتور به صورت عرضی نصب شده و نیروی محرکه آن به چرخ‌های جلو منتقل می‌شود. این پلتفرم با گیربکس‌های دستی 5 و 6 سرعته و گیربکس‌های اتوماتیک رباتیک Duallogic یا Selespeed جفت می‌شود..
موتورهای جفت‌شده با این شاسی عمدتاً موتورهای ۱.۹ لیتری مولتی‌جت بودند و پس از آن موتورهای ۱.۴ لیتری FIRE و T-Jet، موتورهای ۱.۶ و ۱.۸ لیتری ۱۶ ولتی تولید شده توسط FMA در پراتولا سرا، موتور ۲.۴ لیتری ۵ سیلندر ۲۰ سوپاپ و جدیدترین موتور ۱.۸ لیتری T-Jet با تزریق مستقیم و موتورهای دیزلی ۱.۶ و ۲.۰ لیتری مولتی‌جت قرار گرفتند. در سال ۲۰۰۸، برای اولین بار امکان تطبیق موتور ۱.۹ لیتری دو مرحله‌ای دو توربودیزل با ۱۹۰ اسب بخار قدرت و ۴۰۰ نیوتن متر گشتاور حداکثر بدون ایجاد تغییرات بیشتر در ساختار فراهم شد، زیرا شاسی به راحتی گشتاور عظیم مولتی‌جت را تحمل می‌کند. C2 در کارخانه فیات در کاسینو مونتاژ شد..